# 豊川海軍共済病院
豊川海軍共済病院（とよかわかいぐんきょうさいびょういん）は第二次世界大戦当時、愛知県豊川市の豊川海軍工廠に隣接した、日本海軍の共済組合の病院。

## 概要
病院の母体は海軍の軍人、軍属による共済組合である。豊川海軍工廠は日本海軍直属の軍事工場として、1939年（昭和14年）12月に開庁。主にそこに働く人やその家族のための病院として、1940年（昭和15年）12月「豊川海軍共済組合病院」が誕生し、後に「豊川海軍共済病院」と改名された（改名の年月日は不明）。
対象としては組合員や家族だけでなく、一般の人の外来も受け付け診察した。診察料は組合員は無料であり、家族は一般の半額程度であった。
工廠の拡大にともない病院の施設も充実していく。1943年（昭和18年）4月には牛久保分院（豊川市牛久保町）を開設した。また、浜名保養所も設置された。そのほか養成機関として豊川海軍共済病院看護婦養成所や豊川海軍共済病院保健婦養成所なども持っていた。
1945年（昭和20年）8月7日の豊川空襲では、米軍の爆撃を受け全焼。病院スタッフに甚大な被害を出しながらも、市内各所に臨時救護所を開設、さらに国府高等女学校（豊川市国府町）と花井寺（豊川市牛久保町）に臨時分院を開設し治療に当たった。
1945年（昭和20年）9月30日、共済病院解散式で公式には終止符を打った。だが、式後、入院中の患者や病院資材とともに、残留職員は第七男子工員寮（豊川市光明町。現「マチニワとよかわ」、豊川市立南部中学校辺り）に移動し治療を続けた。それが後の豊川市民病院へと繋がった。

### 空襲直後[2]
８月７日の豊川空襲での死者は2,500人以上、負傷者は10,000人以上と言われ、共済病院も全焼した。なお、共済病院は最初の被弾地であったと言われている。
空襲直後、第二工員養成所（現愛知県立豊川工科高等学校辺り）を救護所本部とし、市内各所に臨時救護所を開設した。
国府高等女学校（現愛知県立国府高等学校）は、空襲に先立つ1945年（昭和20年）3月に医務部が校舎の一部を借りていた。この空襲では臨時分院となり、空襲翌日の8月8日には全面的に医務部に貸与されることになった。
1943年(昭和18年）4月に開設されていた共済病院牛久保分院（豊川市牛久保町。現星野医院。「第一分院」とも呼ぶ）では、当日の患者が3,000人に及んだという。
1945年（昭和20年）8月4日集団赤痢が発生した際、緊急隔離病舎としていた第九工員宿舎（現豊川市立中部中学校辺り）を飯盛山臨時分院とし救護活動とした。
花井寺（はないじ。豊川市牛久保町）にも臨時分院を開設、ハクヨ製材（豊川市牛久保町）の宿舎も仮設病院となった。このほかにも市役所（現豊川市中部小学校付近）の会議室、平尾や牛久保の国民学校にも救護所ができた。数少ない民間病院も救護にあたり、岡崎市や豊橋市の医師会からも救護班が派遣されたという。

### 解散以後
1945年（昭和20年）9月解散式が行われた、その後の残った入院患者と医療スタッフは、海軍工廠第七宿舎で治療を続け、後の豊川市民病院へと繋がった。
終戦直後は、豊川の海軍の倉庫には相当量の医療物質や器材があった。それを利用して市民病院にしようという声があった。同時期に開設された蒲郡市民病院、新城市民病院にも医療器材を提供した。
豊川市民病院は豊川江海軍共済病院を引き継ぐかたちで、昭和二十一年四月九日に開院した。。

## 病院の特徴
海軍工廠には共済病院とは別に医務部があった。医務部には軍医官（中佐、少佐、大尉、中尉、少尉）が大勢いた。さらにその下に、衛生下士官、兵、工員などがおり、人事などを担当する庶務班のほか、診療班、防疫班、衛生班などの軍としての組織が病院とは別に存在していた。
医務部で入院と診断されると、共済病院に患者がやってくるというシステムで、工廠の医務部と共済病院とは別の組織であった。しかし、病院の建物は豊川海軍工廠の敷地に隣接していた。豊川海軍工廠は軍事施設のため外部とは厳重に遮断されており、内外の行き来は守衛の立つ四つの門以外できなかったが、例外的に工廠の医務部と共済病院とは廊下で直結していた。病院長も工廠の医務部長（軍医大佐）が兼務、副院長は工廠の医務部員が担当しており、医務部は豊川海軍共済病院を管理していた。
豊川海軍工廠では毎週1回部長会議が工廠長室で開かれた。工廠長のほか、総務部長、会計部長などの事務部門、機銃部長、火工部長などの生産部門などが集まり、各種兵器の生産、工員の募集、工廠の運営などについて話し合われていた。医務部長も参加していた。

## 院長[4]
歴代病院長は豊川海軍工廠の医務部長（軍医大佐）が兼務していた。
- 初代　伊藤雋吉（しゅんきち）軍医大佐　1940年（昭和15年）12月23日‐1942年（昭和17年）11月14日
- 第二代　椎名三郎海軍大佐　1942年（昭和17年）11月15日‐1944年（昭和19年）4月30日
- 第三代　福本正栄海軍大佐　1944年（昭和19年）5月1日‐1945年（昭和20年）9月23日（※9月30日説もあり）

## 診療科[4]
- 内科（第一～第五）
- 外科（第一～第三）
- 眼科
- 歯科
- 耳鼻科
- 皮膚科
- 婦人科
- 小児科
- 物療科
- Ｘ線科

## 医療設備の概要

### 概要
- 病棟　17棟
- 病床　1,000床　収容人員　1,100名
- 結核患者の早期治療のために浜名湖湖畔に保養所あり。[5]

### 浜名保養所
昭和18年11月3日、廃業した浜名湖ホテルを買収し、傷病兵士の療養を目的とした浜名湖保養所が開設された。
結核患者の早期治療のための施設ともある。

## 養成機関

### 豊川海軍共済病院看護婦養成所
1942年（昭和17年）4月6日 共済病院に働く看護婦の育成のために開設された。
第1期生35名、第2期生76名、第3期生85名、第4期生47名が入所した。入所年齢は。
3期生までは看護婦の免状が交付されたが、4期生はもらえなかった。

### 豊川海軍共済病院保健婦養成所
また、豊川海軍共済病院保健婦養成所も開設されていた。その講師は院長はじめ各科主任、医務部職員のほか、国府高等女学校の教員が務めた。開設時期、修了年限は不明だが、1945年（昭和20年）に第二期生の授業が行われていたことが、「保健婦第二期生教育科目表」（昭和二十年）の存在で知れる。

## 歴史[2]
- 1939年（昭和14年）12月15日 - 豊川海軍工廠開庁。
- 1940年（昭和15年）12月23日 - 豊川海軍共済組合病院竣工式。病院名は後に「豊川海軍共済病院」に改名（年月日不詳）。初代院長は医務部長伊藤雋吉（しゅんきち）大佐
- 1942年（昭和17年）4月6日 - 豊川共済病院看護婦養成所開所式。第一期看護婦生徒入所式。
- 1942年（昭和17年）11月15日 - 椎名三郎大佐が医務部長に着任し二代目病院長を兼任。
- 1943年（昭和18年）4月1日 - 豊川海軍共済病院牛久保分院（「第一分院」ともいう）開設(3月25日診療開始とも[1])。豊川海軍共済病院看護婦養成所第二期生入所。
- 1943年（昭和18年）11月 - 増築により新本館が完成。豊川海軍工廠共済病院浜名湖保養所が開設された。工廠従業員と家族の健康保持増進を目的とした保健指導部も設置された。[1]
- 1944年（昭和19年）4月1日 - 豊川海軍共済病院看護婦養成所第三期生入所。
- 1944年（昭和19年）5月1日 - 福本正栄大佐が医務部長に着任し、三代目病院長を兼任。
- 1945年（昭和20年）2月 - この頃から豊川海軍工廠の疎開が始まる。豊川海軍共済病院の医薬品等もこの頃から疎開か。
- 1945年（昭和20年）3月 - 国府高等女学校の一部を医務部に貸与。
- 1945年（昭和20年）4月1日 - 豊川海軍共済病院看護婦養成所第四期生入所。
- 1945年（昭和20年）7月29日 - 静岡県新居町と浜松市が猛烈な艦砲射撃を受け海兵団47名が死亡。負傷者が豊川海軍共済病院に移送される。
- 1945年（昭和20年）8月4日 - 入院中の海兵団（新居）に集団赤痢が発生し、第九工員宿舎を緊急隔離病棟とする（被爆後「飯盛山臨時分院」と称す）
- 1945年（昭和20年）8月7日 - 豊川海軍工廠被爆。豊川海軍共済病院も被爆し全焼。共病の仮本部を第二工員養成所（現豊川工科高校辺り）に置く。また市内各所に臨時救護所を置く（市役所の会議室や平尾、牛久保の候移民学校なども救護所に）。岡崎市医師会や豊橋医師会からも救護班が出動。国府高等女学校に臨時分院開設。牛久保の花井寺に臨時分院開設。牛久保ハクヨ製材の寮も仮設病院。
- 1945年（昭和20年）8月8日 - 国府高等女学校が校舎を全面的に共済病院に貸与。
- 1945年（昭和20年）8月15日 - 玉音放送
- 1945年（昭和20年）9月 - 豊川海軍共済病院仮本部を豊川海軍工廠元女子学徒寮（現世界心道教辺り）に移し同所に仮病院を開設。それまで市内各所の仮病舎に収容されていた戦傷患者のすべてをここに集結。
- 1945年（昭和20年）9月3日 - 国府高等女学校より豊川海軍共済病院患者総引き上げ
- 1945年（昭和20年）9月30日 - 豊川海軍共済病院解散式。式後入院中の戦傷患者を元豊川海軍工廠第七男子工員寮に移す。病院の資材も引っ越し、後の豊川市民病院へとつながる。
- 1945年（昭和20年）10月8日 - 豊川海軍工廠解散式